# الفرقة الأمنية 286 (الفيرماخت)

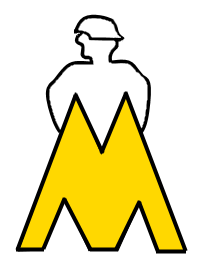

الفرقة الأمنية 286 (286. Sicherungs-Division) فرقة أمنية في الفيرماخت خلال الحرب العالمية الثانية. تم نشر الوحدة في المناطق التي تحتلها ألمانيا في الاتحاد السوفيتي، في المنطقة الخلفية لمجموعة الجيوش الوسطى. كانت مسؤولة عن جرائم حرب وأعمال وحشية واسعة النطاق بما في ذلك مقتل الآلاف من المدنيين السوفييت.

## تاريخ العمليات
تم تشكيل الفرقة الأمنية 286 في 15 مارس 1941 من عناصر من فرقة المشاة 213، في البداية بفوج مشاة واحد. بحلول عام 1942، تم إرفاق فوجين أمنيين آخرين، 61 (تم ترقيتهما من موظفي فوج Landesschützen 61) و122. خضعت مجموعة متنوعة من الوحدات إلى الفرقة خلال وجودها، بما في ذلك كتائب من القوات الروسية ومن فبراير 1944 فوج غرينادير 638، تتكون من متطوعين فرنسيين، فيلق المتطوعين الفرنسيين ضد البلشفية.
خلال هذه الفترة، تم تكليف الفرقة بالجيش الرابع، حيث قامت بالاحتلال والاستغلال الاقتصادي والواجبات الأمنية في المناطق الخلفية. كانت متورطة في عمليات عقابية ضد السكان المحليين: تم تنفيذ هذه الإجراءات بوحشية شديدة (في المجموع، فقدت بيلاروسيا ما يصل إلى ربع سكانها خلال الاحتلال الألماني ). ذكر أحد المدعى عليهم في إحدى محاكمات جرائم الحرب السوفيتية بعد الحرب، بول إيك، أنه شرع في إنشاء وتصفية الحي اليهودي في مدينة أورشا تحت قيادة الفرقة. 
في يونيو 1944، تم تطويق الجيش الرابع من قبل القوات السوفيتية أثناء تحرير جمهورية بيلاروسيا، عملية باغراتيون. تم اجتياح الفرقة الأمنية 286 وتدميرها في محيط أورشا. أعيد تنظيم بقاياها في أواخر ذلك العام في ميميل كفرقة المشاة 286، المخصصة لجيش الدبابات الثالث. تم تدميرها مرة أخرى في بيونيرسكي خلال المعارك في Samland قرب نهاية الحرب.

## القادة
- جينيرال لوتنانت Kurt Müller
- جينيرال لوتنانت يوهان جورج ريتشر (15 يونيو 1942)
- جينيرال لوتنانت هانز أوشمان (1 نوفمبر 1943)
- جينيرال لوتنانت جورج إيبرهارت (5 أغسطس 1944)